# Louis-Joseph Fernier
Louis-Joseph Fernier, né le 1er juillet 1815 à Besançon, ville française du Doubs, et mort le 24 mai 1879 à Besançon, était une personnalité politique.

## Biographie
Fabricant d'horlogerie et fondateur de la manufacture horlogère Louis Fernier & Frères, membre du conseil municipal de Besançon, il est élu maire le 4 septembre 1870, à la suite de la chute du second Empire, remplaçant le bonapartiste Léon Proudhon. Il le restera jusqu'en mars 1872, et sera remplacé par Gustave Oudet.
Alors que la Commune de Besançon est engagée de mars à mai 1871, les républicains modérés parmi lesquels le maire Louis-Joseph Fernier, le préfet  préfet François Regnault, et le député Albert Grévy, pesèrent de tout leur poids afin de contrôler la situation puis de se distancer des Communards.
Candidat aux élections législatives du 8 février 1871 dans le Doubs, il n'est pas élu, mais il entre à l'Assemblée nationale la même année, lors du scrutin complémentaire du 2 juillet, en remplacement du vainqueur Adolphe Thiers, qui s'était présenté dans 26 départements, dont le Doubs, et  avait opté pour la Seine. Il réunit cette fois 31 809 voix sur les 53 975 votants de la deuxième circonscription. Il siège à gauche et vote contre le pouvoir constituant de l'Assemblée, pour la dissolution, contre le ministère De Broglie. 
Candidat à l'élection sénatoriale en 1876, il est battu par Werner de Mérode.

## Sources
1. ↑  Claude Fohlen, Histoire de Besançon, tome 2, Besançon, Cêtre, 1994, 824 pages, page 378  (ISBN 2-901040-27-6).

- « Louis-Joseph Fernier », dans Adolphe Robert et Gaston Cougny, Dictionnaire des parlementaires français, Edgar Bourloton, 1889-1891 [détail de l’édition]